# Baureihe E 19
Baureihe E 19 – lokomotywa elektryczna produkowana w latach 1939–1940 dla kolei niemieckich.

## Historia
Po zelektryfikowaniu linii kolejowych zlokalizowanych we Frankonii kolej niemiecka potrzebowała lokomotyw elektrycznych do prowadzenia pociągów pasażerskich. Koleje niemieckie zamówiły 4 lokomotywy elektryczne, które stacjonowały w lokomotywowni w Norymberdze. Elektrowozy eksploatowano na górskich liniach kolejowych w Bawarii i Saksonii. Jeden elektrowóz zachowano jako eksponat zabytkowy.